# サウジアラビア気象環境総局
サウジアラビア気象環境総局 は、サウジアラビアで環境問題、気象情報、天気予報を担当する政府機関である。

## 沿革
1930 年に設立された軍事局が気象業務を担当していたが、その後、独立した組織として気象局が分離された。
1950 年に気象局は、気象局と民間航空局に変わり、さらに1981 年には気象局と環境保護局になった。
2011 年に気象環境保護総監部に変更され、最終的に 2016 年に気象環境保護総局に変更された。

## 任務
気象環境総局は、次のような多くの業務を担当している。
- 天然資源の保護を目的とした規制や法律の策定と発布。
- 王国の環境の保護と保全。
- 予想される極端な気象現象の早期警報を発表すること。
- 何らかの活動が環境に与える影響を分析および評価し、解決策を提案すること。